# Neohaematopinus qadrii
Neohaematopinus qadrii är en insektsart som beskrevs av Muhammad Sharif Khan och Khanum 1980. Neohaematopinus qadrii ingår i släktet Neohaematopinus och familjen ledlöss. Inga underarter finns listade i Catalogue of Life.